# درخت‌کن

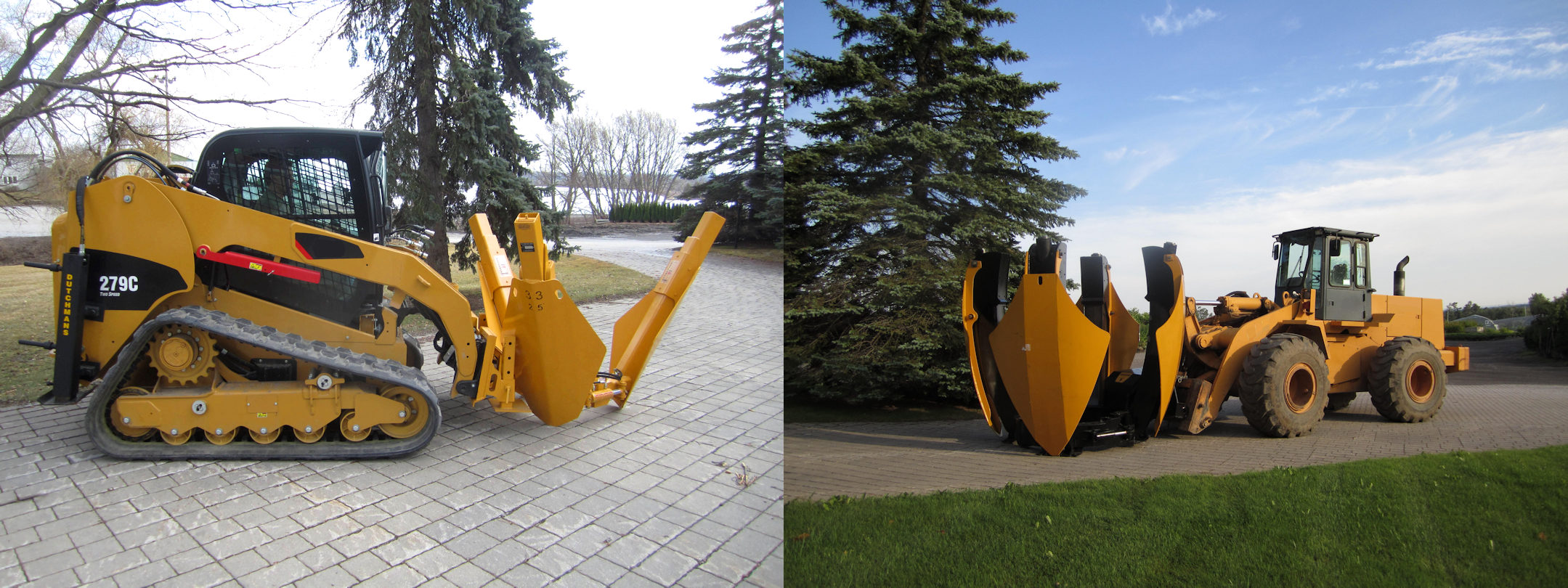
دو نوع مختلف درخت‌کن روی انواع مختلف وسایل نقلیه لودر

درخت‌کن یک ماشین تخصصی است که جابجایی گیاهان بزرگی را که جابجایی آنها (با استفاده از بیل‌های سنتی، واگن‌ها و سایر تجهیزات) به سختی ممکن است، مکانیزه می‌کند. گیاهانی که می‌توان با درخت‌کن جابجا کرد شامل بوته‌های بزرگ و درختان کوچک یا متوسط است. با آوردن نیروی مکانیزه به مکانی که در گذشته فقط یک فرایند دستی بود، بیل درختان برای کاری که تراکتور و کمباین برای کشاورزی انجام می‌دهند و آنچه بیل و سایر تجهیزات سنگین برای ساخت و ساز انجام می‌دهند، انجام می‌شود. امروزه از بیل درختان به‌طور گسترده‌ای در صنعت شیرخوارگاه درختان برای افزایش نرخ تولید و در صنعت محوطه سازی برای حذف و پیوند درختان استفاده می‌شود.
یک ماشین معمولی متشکل از تعدادی تیغه است (به‌طور کلی ۳ یا ۴، اما طرح‌های تک یا دو تیغه نیز وجود دارد) که درخت را محاصره می‌کنند، در زمین حفر می‌کنند و سپس کل درخت، از جمله ریشه‌ها و خاک آن را بلند می‌کنند (در اصطلاح یک «گلوله ریشه»)، از زمین خارج شده و درخت را در منطقه تعیین شده کاشته یا پیوند دهید. همچنین می‌توان از ماشین‌های مشابه برای قرار دادن درختان در گلدان یا سبد برای انجام فعالیت‌های مهد کودک تجاری استفاده کرد. پیک‌های درختی در اندازه‌ها و طرح‌های بسیار متنوعی موجود است که متناسب با شرایط متنوع خاک و نیاز مشتری ساخته شده‌اند. تغییرات معمول طراحی می‌تواند شامل تیغه‌های مستقیم و خمیده، قطر گلوله ریشه، عمق گلوله ریشه و زاویه مخروط گلوله ریشه باشد.
ماشین آلات را می‌توان بر روی تراکتور یا لودر برای جابجایی درختان در فاصله کوتاه سوار کرد، یا در پشت یک کامیون برای جابجایی مجدد درختان در بزرگراه با فاصله طولانی نصب کرد. برای عملیات نهالستانداری درختان، پیازهای درختی نیز گاهی بر روی بیل نصب می‌شوند، اگرچه این مورد به دلیل نیاز به وزن مورد استفاده در دستکاری دستگاه همراه با یک درخت حفر شده، کمتر مشاهده می‌شود. برای جابجایی در جاده‌های عمومی، پیاز درخت را به حالت تقریباً افقی کج می‌کند تا پل‌های بالای سر و کابل‌ها پاک شود.